# Thalassodrilus klarae
Thalassodrilus klarae är en ringmaskart som först beskrevs av Erséus 1987.  Thalassodrilus klarae ingår i släktet Thalassodrilus och familjen glattmaskar. Arten är reproducerande i Sverige. Inga underarter finns listade i Catalogue of Life.